# Modest Modestowitsch von Korff

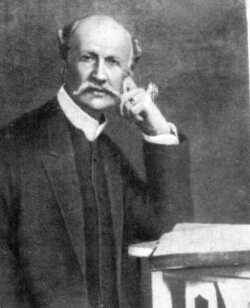
Modest Modestowitsch von Korff

Graf Modest Modestowitsch von Korff (russisch граф Модест Модестович Корф, * 30. Juni 1842; † 9. November 1933 in Basel) war Hofmarschall und Zeremonienmeister am russischen Zarenhof von Kaiser Alexander III. Er gehörte zur Gemeinschaftsbewegung in Russland.

## Leben und kirchengeschichtliche Zeitumstände
Korffs Vater war ein hoher Staatsbeamter unter Nikolaus I. und Alexander II. Er selbst trat mit 18 Jahren in den Staatsdienst ein und wurde mit 19 Jahren als Kammerjunker an den russischen Hof in Sankt Petersburg berufen. Während eines Aufenthalts in Paris im Jahr 1867 kam Korff in Kontakt mit der British and Foreign Bible Society, mit der er einige Jahre zusammenarbeitete. 1870 verteilte er auf Kosten des Heiligen Synods 62.000 russische Evangelien.
Unter dem englischen Lord Radstock kam es ab 1874 zu einer geistlichen Erweckungsbewegung in Sankt Petersburg, der sich viele Russen anschlossen und die weit über die Stadt hinaus bekannt wurde. Überall bildeten sich private Kreise, in denen die Bibel gelesen und gebetet wurde. Die Standesunterschiede verschwanden; in den herrschaftlichen Sälen der Adligen trafen sich täglich auch Kutscher und Stallknechte zum Gebet. Man spottete deshalb über den Stallgeruch in den Salons der gläubigen Grafen. Fjodor Michailowitsch Dostojewski hat in seinem Tagebuch eines Schriftstellers auf diese Petersburger Erweckung Bezug genommen. Auf Bitte von Radstock kam der Evangelist und Missionar Friedrich Wilhelm Baedeker nach Russland, um die Neubekehrten im christlichen Glauben zu unterrichten, zu denen auch Korff gehörte.
Korff entfaltete zusammen mit anderen Mitgliedern aus dem hohen russischen Adel eine rege evangelistische und soziale Tätigkeit. Er war befreundet mit Oberst Paschkow, einem der reichsten Gutsbesitzer Russlands, Flügeladjutant des Zaren und Begründer der Paschkowianer, mit dem Verkehrsminister Graf Bobrinskij und mit Fürstin Lieven, der Frau des Oberzeremonienmeisters am kaiserlichen Hof Paul von Lieven (1821–1881). Um die Gläubigen in der christlichen Lehre unterrichten zu lassen, lud Paschkow den deutschen Pfarrer und Evangelisten Otto Stockmayer und den Waisenhausleiter Georg Müller aus Bristol ein. In den ersten Jahren erfuhr die Erweckungsbewegung keinen Widerstand, doch 1881 wurde verbreitet, es handele sich hierbei um eine gefährliche sozialistische Partei unter der Maske des Christentums. Große Versammlungen wurden verboten, und so wurden in einzelnen Stadtteilen Sankt Petersburgs zwei Jahre lang Nähabende zur Verbreitung des Evangeliums durchgeführt, die vom Innenminister genehmigt werden mussten. 1876 wurde die „Gesellschaft zur Förderung geistlich-sittlicher Lektüre“ mit Oberst Paschkow als Vorsitzendem und Korff als Stellvertreter gegründet, die über eine Million christliche Traktate druckte und kostenlos verteilte. Die Russisch-Orthodoxe Kirche und insbesondere der Ober-Prokurator des Heiligen Synods sahen diese Schriften als gefährlich an, weil darin die Lehren Luthers, Calvins, Zwinglis und Wesleys vertreten würden. Am 1. April 1884 versammelten sich über 70 Vorsitzende verschiedener evangelischer Kreise in Russland zu einer Konferenz in Sankt Petersburg. Nachdem die Polizei alle zugereisten Brüder für einige Stunden verhaftet hatte, wurden alle weiteren Versammlungen verboten. Am 24. Mai 1884 wurde die von Paschkow und Korff gegründete Traktatgesellschaft geschlossen. Der unter polizeilicher Aufsicht stehende Korff wurde vor die Entscheidung gestellt, seine evangelistische Arbeit und die Zusammenkünfte in seinem Haus zu beenden oder Russland zu verlassen. Zusammen mit seiner hochschwangeren Frau wurde er 1884 aus Russland ausgewiesen. Von dort ging er nach Paris, dann nach Baden und später in die Schweiz, wo er das Evangelium verkündete und mit 91 Jahren starb. Nach Korffs Verbannung aus Russland fanden die Versammlungen im Haus der Fürstin Lieven statt.

## Zitat
„Ich muss bekennen, das Verlassen meines Vaterlandes, meiner Tätigkeit als Zeuge Jesu wurde mir, menschlich gesprochen, sehr schwer. Aber dass ich alles verlassen und dem Herrn folgen, sein Joch tragen durfte, war mir nicht nur Trost, sondern tiefe Freude… Wir mussten alles verlassen; aber darüber trauerten wir nicht, weil wir nach unserer Glaubensüberzeugung handelten, im vollen Vertrauen, dass der Heiland uns nicht verlassen würde.“

## Werke
- Am Zarenhof. Erinnerungen aus der geistlichen Erweckungsbewegung in Russland von 1874–1884. Wernigerode, Verlag "Licht im Osten", 1927 (spätere Auflagen beim Brunnen-Verlag Gießen von 1942 und 1956).
- Über die Bedeutung des Wortes Bekehrung. Thun, Interlaken, Evangelische Buchhandlung 1942.
- Bist du gewiß, daß dir deine Sünden vergeben sind?. Dinglingen, St. Johannis-Druckerei 1920.
- Lobgesänge und geistliche liebliche Lieder. Dinglingen, St. Johannis-Druckerei um 1935.
- Einige Winke fürs Alltägliche der Kinder Gottes. Hannover, Stephanstift 1914.
- Zum Nachdenken über den wahren Glauben. Hannover, Buchhandlung der landeskirchlichen Gemeinschaft 1914.
- Bleibe in Jesu, denn das Alleinsein mit Ihm ist not. Hannover 1914